# Saint-Denis-sur-Scie

Saint-Denis-sur-Scie este o comună în departamentul Seine-Maritime, Franța. În 1 ianuarie 2022 avea o populație de 663 de locuitori.